# Herbert Kappler
Herbert Adolf Kappler (23 de septiembre de 1907 - 9 de febrero de 1978) fue el jefe de la policía alemana y servicios de seguridad en Roma durante la Segunda Guerra Mundial. Obtuvo el grado militar de Obersturmbannführer en la Sicherheitsdienst y fue responsable de la Masacre de las Fosas Ardeatinas, así como de no respetar la neutralidad de la Santa Sede.

## Primeros años
Kappler nació el 23 de septiembre de 1907, en el seno de una familia de clase media en la ciudad de Stuttgart en lo que entonces se conocía como el Imperio Alemán. Durante su infancia, vivió la Primera Guerra Mundial, y más tarde, a partir de 1920, la República de Weimar. Estudió cuatro años en la escuela primaria (Volksschule) y otros cuatro en la escuela secundaria, obteniendo la graduación en 1925. Más tarde asistió a un colegio técnico y estudió siete semestres ingeniería eléctrica. Hacia 1929 era un electricista certificado.
Las actividades de Kappler entre 1929 y 1931 son poco conocidas, salvo que vivía en Stuttgart, de vez en cuando realizaba trabajos como electricista. Viviendo en una ciudad tan importante, Kappler era testigo del caos de la Gran Depresión, la extensión del Freikorps y el creciente auge del Partido Nazi. En 1931, Herbert Kappler se hizo miembro del NSDAP Partido Nacionalsocialista Obrero Alemán.

## Partido Nazi
Herbert Kappler se afilió al Partido Nazi el 1 de agosto de 1931 a la edad de veintitrés años. Al mismo tiempo, se hizo un stormtrooper en las Sturmabteilung (SA) y sirvió como un SA-Mann del 1 de agosto de 1931 al 1 de diciembre de 1932. Su número de ingreso al Partido Nazi era el 594,899.
Dejó las SA, ya que fue aceptado como candidato para entrar en la Schutzstaffel (SS), realizando un período de prueba para entrar como SS-Anwärter. Se sometió a seis meses de formación de adoctrinamiento, y fue aceptado en las SS el 8 de mayo de 1933. Durante el período de prueba de Kappler, Adolf Hitler se convirtió en Canciller de Alemania, esto significó que Kappler no tuvo "el honor" de haber ingresado en las SS antes de la llegada de los nazis al poder. Aun a pesar de su ingreso anterior a 1931, Kappler fue considerado miembro de la vieja guardia Alter Kämpfer y por esa razón se le concedido el Cabrio de honor de la vieja guardia en 1934.
Después de servir como SS-Anwärter desde diciembre de 1932 a mayo de 1933, Kappler fue ascendido a SS-Mann y se le adjudicó el número 55,211 al ingresar a las SS. Su primera asignación fue como un miembro de la formación Allgemeine-SS (decimotercero SS-Standarte),  acantonada en Stuttgart, realizando servicios a tiempo parcial como un miembro de la SS.
Kappler estaba en su ciudad natal durante la Noche de los Cuchillos Largos, pero tenía un rango demasiado bajo en las SS para participar considerablemente.
En 1935, fue llamado para servir en la Wehrmacht. A mediados de ese mismo año, solicitó afiliarse a la Sicherheitspolizei. En enero de 1936, fue promovido al rango de SS-Scharführer y transferido a la oficina central de la  Gestapo de Stuttgart (Stapoleitstelle Stuttgart). Durante el siguiente año, Kappler empezó a hacer méritos ante sus superiores.
En 1937, fue enviado a la Gestapo para asistir a la Führerschule der Sicherheitspolzei (la Escuela de Mando de la Policía Secreta) en Berlín en la que se graduó en el verano 1937 como Kriminalkommissar certificado (Comisario Criminal). Esto marcó una pauta para su ascenso y Kappler fue promocionado como oficial de la Gestapo, con el rango de SS-Untersturmführer (Subteniente), el 9 de noviembre de 1938.

## Durante la Segunda Guerra Mundial
Mientras se comenzaba a desarrollar la Segunda Guerra Mundial, en septiembre de 1939, Kappler servía como SS-Hauptsturmführer (Capitán) en la oficina central de la Gestapo en Stuttgart. A partir de este mismo año hasta 1940, fue brevemente enviado a Polonia para participar en varias acciones de los Einsatzgruppen antes de hacer un viaje como oficial de la Gestapo uniformado a la Bélgica ocupada donde actuó para suprimir la resistencia.
A mediados de 1941 Kappler fue ascendido a SS-Sturmbannführer (mayor), y seleccionado como oficial de enlace en el gobierno de Benito Mussolini así como consejero de seguridad de la policía fascista. Su llegada a Italia fue el resultado de su experiencia en la policía secreta, uniones con el mando SS (Reinhard Heydrich en particular), así como su fluidez de la lengua italiana.

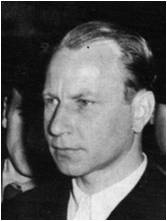
Herbert Kappler en 1946

## Jefe de policía en Roma
La primera acción de Kappler como jefe de fuerzas de seguridad alemanas en Roma era ayudar a planear el rescate de Benito Mussolini por las fuerzas especiales SS, hazaña llevada a cabo por Otto Skorzeny. A Kappler se le confió después la realización de redadas para detener a judíos y transportarlos a Auschwitz; en su primera acción, fueron deportados 1,007 judíos italianos. Más tarde dirigiría la deportación de unos diez mil más, los cuales terminaron en las cámaras de gas. Como parte de la última operación, Kappler extorsionó con éxito 50 kilogramos (110 libras), de oro a los judíos de Roma, lo que Kappler luego alegó fue un intento de evitar las deportaciones.
A principios de 1944 Kappler y con el rango de SS-Obersturmbannführer (Teniente coronel), ya era el más alto representante del RSHA Reichssicherheitshauptamt (Oficina Central de Seguridad de Reich) en Roma, bajo el mando directo del gobernador militar, el General de la Luftwaffe Kurt Mälzer, como del SS-Obergruppenführer (General) Karl Wolff jefe de las SS en Italia. Las actividades principales de Kappler durante este período fueron suprimir grupos de resistencia, arrestar a "enemigos del estado", y hacer cumplir medidas antisemitas, incluyendo incursiones a guetos judíos, y deportaciones a campos de exterminio.
Cuando los ejércitos aliados invadieron Italia y comenzaron a marchar hacia Roma, Kappler se implicó en la caza de posibles agentes enemigos, así como a la captura de prisioneros de guerra aliados que habían huido de los campos POW tras la rendición italiana. En esta etapa, Kappler entró en conflicto directo con la Santa Sede, de la que sospechaba que servía de refugio a fugitivos aliados y judíos, aunque el papa Pío XII proclamase la neutralidad de la Santa Sede. Un adversario particular de Kappler fue Monseñor Hugh O'Flaherty, cuyas actividades eran ayudar a fugitivos judíos y ex prisioneros de guerra aliados. Paradójicamente después de la guerra Kappler y O'Flaherty mantuvieron cierto grado de amistad mientras Kappler estuvo en prisión.
Una de las acciones más célebres que Kappler emprendió en Roma fue la organización de la Masacre de las Fosas Ardeatinas donde más de trescientos civiles italianos fueron asesinados el 24 de marzo de 1944 como represalia por un ataque de la resistencia contra las SS en Roma.

## Detención, proceso y condena
Kappler fue detenido por las tropas inglesas al final de la guerra, lo transfirieron a las autoridades italianas en 1947, y fue juzgado por un tribunal militar reunido en el mismo colegio militar donde Kappler había alojado a los judíos romanos en espera de su envío hacia las cámaras de gas. Ante las acusaciones, alegó en su defensa no haber hecho nada más que ejecutar órdenes superiores y que por tanto sus acciones no eran punibles, pero fue condenado a cadena perpetua y a 15 años adicionales por extorsionar y expoliar oro a judíos romanos. Ingresó en la prisión militar del fuerte Boccea (Roma), y posteriormente trasladado a la prisión del Castillo Angioino-Aragonés en Gaeta.
El Tribunal de Casación rechazó poco después una petición de apelación del mismo Kappler, el cual, en 1959, pidió al Presidente de la República Italiana que le permitiera ir a las Fosas Ardeatinas y permanecer en ellas el tiempo necesario para rendir homenaje a las víctimas. Esta petición fue rechazada, así como las solicitudes de gracia que el preso Kappler presentó en 1963 y en 1970. En favor de una medida de clemencia estuvieron presentes posteriormente el presidente de la República Federal de Alemania Gustav Heinemann (en 1973) y en tres ocasiones el Canciller Helmut Schmidt, aprovechando también el caso creado alrededor de las llamamientos a la liberación de Kappler hechos por su madre.
En 1959 se convirtió al catolicismo gracias a la amistad que hizo con Monseñor Hugh O'Flaherty, quien le visitaba asiduamente en la cárcel, a pesar de haber sido grandes enemigos.

## Fuga y muerte en Alemania
En 1975, a la edad de sesenta y ocho años, a Kappler se le diagnosticó un cáncer terminal y fue trasladado a un hospital militar en Roma en 1976. Las peticiones tanto de su esposa como del gobierno de Alemania Occidental para liberarlo fueron negadas por las autoridades italianas.
A causa del deterioro de la salud de Kappler y las habilidades de enfermería de su esposa Anneliese Keppler, se le permitió a ésta tener un acceso casi ilimitado a su marido durante su estancia en el hospital italiano. En una visita en agosto de 1977 su esposa lo metió en una maleta grande (Kappler pesaba entonces aproximadamente 47 kg.) y ambos escaparon a Alemania Occidental.
El Gobierno italiano exigió sin éxito que Kappler fuera devuelto a Italia, pero las autoridades de Alemania Occidental rechazaron extraditarlo e incluso no lo procesaron por otros crímenes de guerra, debido a su delicada salud.
Kappler murió el 9 de febrero de 1978, en su casa de Soltau (Baja Sajonia) a la edad de 70 años.

## Rangos
- SS-Anwärter: 1 de diciembre de 1932
- SS-Mann: 8 de mayo de 1933
- SS-Sturmmann: 20 de noviembre de 1933
- SS-Rottenführer: 20 de febrero de 1934
- SS-Scharführer: 30 de enero de 1936
- SS-Oberscharführer: 20 de abril de 1937
- SS-Untersturmführer: 9 de noviembre de 1938
- SS-Obersturmführer: 1 de enero de 1939
- SS-Hauptsturmführer: 1 de septiembre de 1939
- SS-Sturmbannführer: 30 de enero de 1941
- SS-Obersturmbannführer: 12 de septiembre de 1943

## Películas
- Rappresaglia (en España traducida como "Masacre en Roma": Película italiana del año 1973, donde se narra la historia de los asesinatos ocurridos en las Fosas Ardeatinas. Kappler es interpretado por el actor Richard Burton.
- The Scarlet and the Black (en España traducida como "Escarlata y Negro"): Película estadounidense del año 1983, donde se detalla el conflicto entre Kappler (Christopher Plummer) y Monseñor Hugh O'Flaherty (Gregory Peck).